# Marta y alrededores
Marta y alrededores és una pel·lícula espanyola de comèdia àcida del 2000 dirigida per Nacho Pérez de la Paz i Jesús Ruiz, amb un repartiment juvenil ben escollit, dos decorats i un pressupost de menys de 100 milions de pessetes.

## Argument
Marta forma part d'un grup d'amics que tenen al voltant dels trenta anys, noies que volen tenir parella i fills, nois que volen escapolir-se dels seus compromisos i una parella de gais que li donen voltes a tot. Comencen a veure els temes de manera diferent, senten que se'ls acaba la joventut i apareixen les crisis de nostàlgia i les expectatives no complertes. Un dia es reuneixen tots a casa de Julio per ajudar-lo a pintar-la. Durant les hores que estan junts surten a relluir els seus problemes, les seves enveges, els seus fracassos, les seves picabaralles. Enmig de tots ells, Marta arribarà a conèixer-los realment.

## Repartiment
- Marta Belaustegui... Marta
- Sergi Calleja	... Marc
- Rocío Calvo... Carmen
- Nieve de Medina...	Jimena
- Lola Dueñas...	Elisa
- Roberto Enríquez...	Néstor
- Pablo Menasanch
- Nuria Mencía
- María José Millán... Alicia
- Julieta Serrano
- Álvaro Tobaruela	... Fer
- Tristán Ulloa... Julio
- Alberto Ávila

## Nominacions
Marta Belaustegui fou nominada al Fotogramas de Plata 2000 a la millor actriu de cinema. La pel·lícula també fou nominada per l'Espiga d'Or de la SEMINCI de 1999.